# Ludwig Ferdinand Friedrich von Heising
Ludwig Ferdinand Friedrich von Heising (* 5. Januar 1738; †  10. Juli 1809 in Ohlau) war ein preußischer Generalleutnant und Chef des Kürassierregiments „von Schlitz“.

## Leben

### Herkunft
Heising entstammt einer Bauernfamilie. Sein Vater Dietrich Ferdinand von Heising (* 1703) war als preußischer Major im Kürassierregiment Nr. 5 aufgrund seiner Tapferkeit in den Adelsstand erhoben worden.

### Militärkarriere
Heising wurde 1753 als Standartenjunker im Kürassierregiment „von Brandenburg-Schwedt“ der Preußischen Armee angestellt und am 4. Oktober 1756 zum Kornett befördert. Während des Siebenjährigen Krieges nahm er an der Schlachten bei Lobositz, Prag, Leuthen, Kay, Kunersdorf, Leignitz, Torgau, Freiberg sowie den Gefechten bei Maxen und den Belagerungen von Prag, Breslau, Schweidnitz und Dresden teil. Bei Kay wurde er verwundet und am 6. April 1758 zum Leutnant befördert. Am 2. November 1768 wurde Heising in den Adelsstand aufgenommen. Bald darauf wurde er am 7. Mai 1769 Stabsrittmeister sowie am 14. Juni 1772 Rittmeister und Kompaniechef. Er nahm am Bayrischen Erbfolgekrieg teil und wurde am 9. Dezember 1780 Major. Am 20. Mai 1789 avancierte er zum Oberstleutnant und am 27. September 1790 stieg Heising zum Regimentskommandeur auf. Dabei wurde der Oberst von Brause übergangen, der nach Ansicht des Königs nicht zum Kommandeur geeignet war. Heising selbst wurde am 20. Mai 1791 Oberst. Während der Revue in Stargard erhielt er am 4. Juni 1792 den Orden Pour le Mérite.
Am 6. August 1794 wurde er mit seinem Regiment nach Polen in Marsch gesetzt. Am 12. September 1797 ernannte ihn König Friedrich Wilhelm II. zum Chef des Kürassierregiments „von Schlitz“. Dazu erhielt er am 20. Mai 1798 mit Patent vom 26. Mai 1798 seine Beförderung zum Generalmajor. Am 20. Mai 1805 folgte mit Patent vom 22. Mai 1805 die Beförderung zum Generalleutnant. Als der Vierte Koalitionskrieg ausbrach, wurde Heising aber selbst nicht mehr verwendet, was den General sehr erboste. Nach dem Frieden von Tilsit erhielt er am 10. Oktober 1807 seine Demission und 1200 Taler Pension, wurde aber zunächst auf Halbsold gesetzt. Er wollte dafür das Kommandeurshaus in Ohlau behalten, erhielt aber nur ein Wohnrecht. Er sollte es aber nur so lange haben, bis ein neuer Regimentschef eintraf. Heising starb am 10. Juni 1809 in diesem Haus.

### Familie
Er heiratete am 2. Januar 1775 in Seitkow Johanna Hermine Caroline Auguste von Kleist (* 16. April 1752; † 3. April 1804) aus dem Haus Siedkow. Sie war die Tochter des Leutnants Franz Lorenz von Kleist (1714–1767) aus dem Dragonerregiment „Bayreuth“. Das Paar hatte mehrere Kinder, darunter:
- Friedrich Christian Franz Karl (* 7. Oktober 1775; † 20. Mai 1834), Stabsrittmeister und später Postmeister
- Ulrike Hermine Philippine (* 3. April 1778) ⚭ Rudolph Hiller von Gaertringen (1771–1831), preußischer Generalmajor
- Helene Franziska Sophie (* 10. Mai 1780)
- Maximiliane Christiane Charlotte Johanne (* 17. Juli 1781)
- Wilhelmine Franziska Friederike (* 18. August 1782)
- Magdalene Wilhelmine Johann (* 18. September 1783; † 12. Oktober 1838) ⚭ Gottlieb Felix Ludwig von der Marwitz (* 23. Juni 1780; † 30. Mai 1853), Major
- Karoline Luise Friederike (* 14. Oktober 1784; † 20. Juni 1851) ⚭ 1810 Karl von Minckwitz (* 7. März 1773; † 3. Januar 1842), Rittmeister, Sohn von Georg Wilhelm von Minckwitz
- Beate Sophie Auguste (* 14. Januar 1786)
- Karoline Luise Dorothea (* 8. Juli 1787)
- Ludwig Friedrich Franz Heinrich (* 4. Februar 1790)